# Distretto di Tagtabazar
Il distretto di Tagtabazar è un distretto del Turkmenistan situato nella provincia di Mary. Ha per capoluogo la città di Tagtabazar.